# Klorokin
A klorokin (INN: chloroquine) egy 4-aminokinolin vegyület, melyet malária megelőzésére és kezelésére használnak.
Mivel enyhe immunszupresszáns hatása is van, néhány autoimmun betegségben is használják, például rheumatoid arthritisben és   lupus erythematosusban.
A malária kórokozója, a  Plasmodium falciparum kezd rezisztenssé válni klorokinnel szemben.

## Hivatalos formák
A VIII. Magyar Gyógyszerkönyvben a következő formáiban hivatalos.
| Klorokin-foszfát | Chloroquini phosphas |
| Klorokin-szulfát | Chloroquini sulfas   |

## Malária prevenció
A klorokin Plasmodium vivax, ovale és malariae kórokozók által okozott malária prevenciójában használható.
A világ számos táján elterjedtek a klorokin-rezisztens  P. falciparum fajok, ezért itt más szerek használata (pl. mefloquine vagy atovaquone) ajánlott.

## Adagolás
A felnőtt dózis 500 mg klorokin foszfát heti egy alkalommal.
- Az első adagot egy héttel a malária-veszélyes helyre való érkezés előtt kell bevenni.
- Ezután heti egyszer kell bevenni mindig  ugyanazon a napján hétnek.
- A fertőzött terület elhagyása után még négy hétig kell szedni a klorokin-t.

Ajánlott étkezés után bevenni a hányinger csökkentése érdekében.
30 mg/testsúly kilogramm már halálos túladagolás is lehet. A jonestowni tömeges öngyilkosságnál is használták.

## Mellékhatások
Prevenciós dózisokban fellépő mellékhatások:  hasfájás, viszketés, fejfájás és homályos látás. Hosszan tartó kezelés esetén hangulati változások jelentkezhetnek (depresszió, szorongás).  Ezek nagyobb, terápiás adagoknál súlyosbodhatnak.  Másik súlyos mellékhatás a szemtoxicitás (krónikus használat esetén).

## Külső hivatkozások
- Chloroquine Anti-HIV action